# (2287) Калмыкия
(2287) Калмыкия — типичный астероид главного пояса, который был открыт 22 августа 1977 года советским астрономом Николаем Черных в Крымской обсерватории и был назван в честь республики Калмыкия.